# العارضة القديمة (المخادر)

تعديل مصدري - تعديل

العارضة القديمة هي إحدى قرى عزلة السحول بمديرية المخادر التابعة لمحافظة إب، بلغ تعداد سكانها 4546 نسمة حسب تعداد اليمن لعام 2004.